# 아니바레만

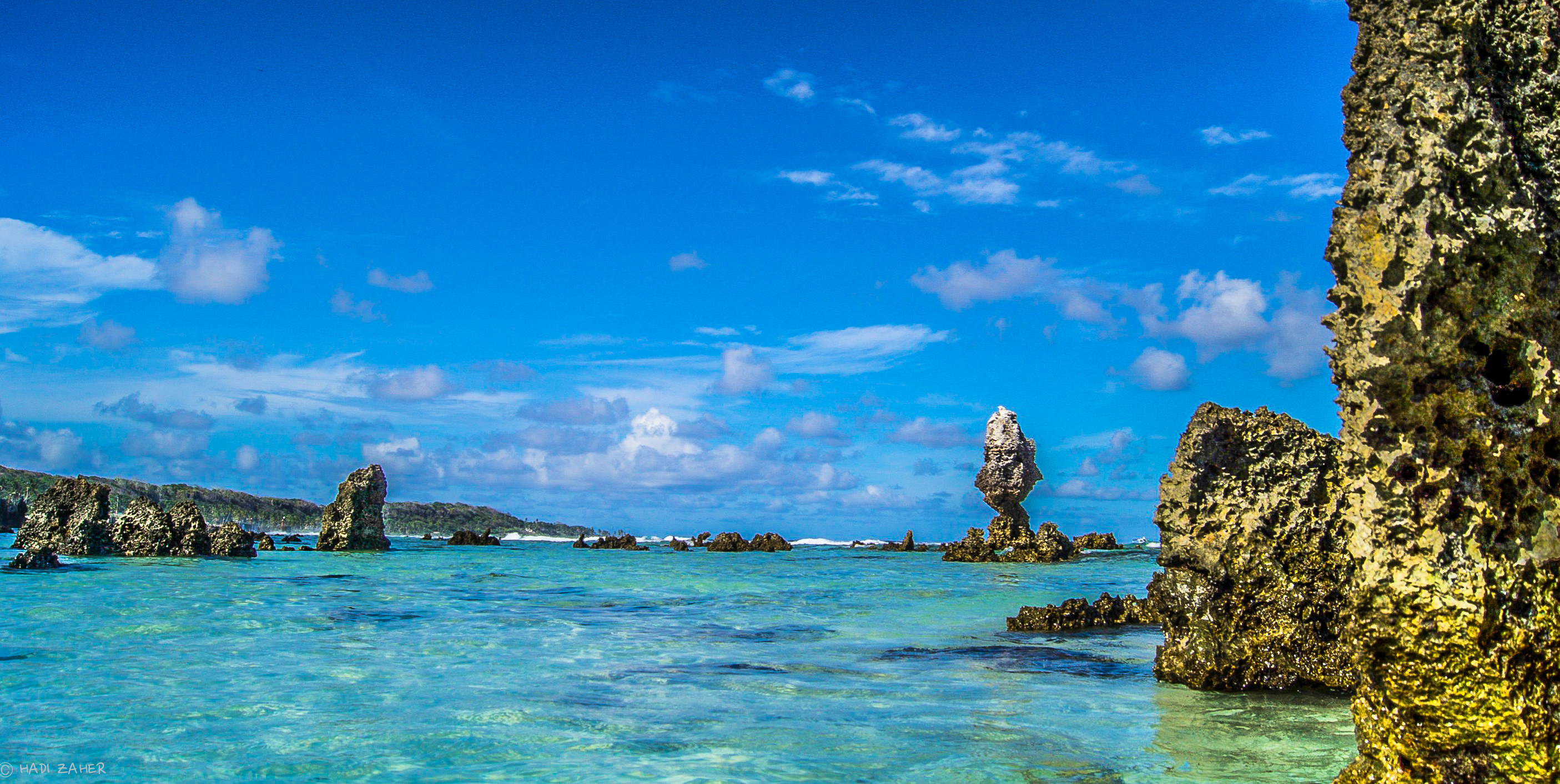
아니바레만의 모습

아니바레만(영어: Anibare Bay)은 나우루섬 동쪽의 아니바레구에 위치한 만이다.

## 개요
아니바레만에는 2km가 넘는 아니바레 해변이 형성되어있다. 아니바레만은 나우루에 존재했던 해저화산의 동쪽이 수중 붕괴되며 형성되었다. 오늘날 아니바레만 해저 약 2,000m까지 이 침식의 흔적이 존재한다.
아니바레만은 관광객과 자연과학자들이 주로 찾는 장소이다.
잦은 파도와 급류가 발생한다.

## 아니바레만 중요조류지역
아니바레만은 2008년 중요조류지역으로 선정되었다. 면적 0.35km2의 이 보호 구역에는 나우루 갈대새라고 불리는 고유종이 서식하는 것으로 알려져있다. 아니바레만의 초목이 무성한 절벽은 나우루의 몇 남지 않은 미개발지역이다.

## 산업
아니바레만 근처에는 정부 소유의 메넹 호텔과 2000년 조성된 인공 상업 어장인 아니바레항이 위치해있다.

## 같이 보기
- 나우루의 관광